# Felsőcsatár
Felsőcsatár (em croata: Gornji Četar; alemão: Ober-Schilding) é um município da Hungria, situado no condado de Vas. Tem 17,9 km² de área e sua população em 2015 foi estimada em 509 habitantes.